# Антифриз
Антифриз (от гръцкото ἀντι – „против, срещу“ и от английското freeze – „замръзвам“) е общо название на течности, които не замръзват при ниски температури. Те се използват в инсталации, работещи при ниски температури: за охлаждане в двигатели с вътрешно горене, като авиационни течности за обезледяване, в системи за отопление и като препарат за почистване на стъкла. В качеството на антифриз се използва смес от етиленгликол, пропиленгликол, глицерин, алкохол и някои други съставки, смесени с вода. В основното приложение целта на антифриза е да предотврати фаталното за двигателя замръзване на течността в охладителната система при ниски температури.
До 1930 г. метанолът се използва като антифриз. След 1980 г. е разработена нова технология, която не включва вода.
Като се смесват различни пропорции на етиленгликол с дестилирана вода, се получават течности с различна температура на замръзване в интервала от 0 до -75 °C. Сместа с най-ниска точка на замръзване се получава при 33% вода и 67% етиленгликол (така наречения „концентрат“). Увеличаването на етиленгликола води до намаляване на ефекта на антифриза. За България е достатъчно течността да има температура на замръзване -40 °C, което се постига при пропорция 52 – 55% етиленгликол и 48 – 45% дестилирана вода. Етиленгликолът действа корозиращо върху металите и за да се предотврати това вредно действие, към сместа се прибавят така наречените „инхибитори“. В случая може да се ползва динатриев фосфат от 0,4 до 0,6% и декстрин в същото отношение.
Важен показател на антифриза е и неговата температура на кипене. За много съвременни двигатели с висока работна температура се изисква по-висока стойност на този параметър; обикновените съвременни антифризи кипят примерно при 110 °С, а т.нар. „лобридни“ – до 135 °C. При приближаване към температурата на кипене в охладителната система започват да се образуват „тапи“ от пара, понижаващи ефективността на нейната работа и създаващи опасност от прегряване. Трябва да се има предвид, че в охладителната система антифризът се намира под налягане от 1,5 – 3 atm и затова той няма да кипи при тази температура, а при по-висока.